# Half Japanese
Half Japanese és un grup musical de Baltimore, Maryland, EUA. Es van caracteritzar als inicis principalment pel seu ús dels instruments de forma no convencional.
El seu estil neix de l'escena punk, no wave, noise rock, lo-fi i del rock underground, desmarcant-se de qualsevol classificació i realitzant temes on la presència d'estructures musicals estàndards en la música rock era gairebé inexistent. Els seus primers discos varen capgirar l'escena pop i rock dels EUA arribant a punts on altres ni tan sols havien gosat pensar que s'hi podia arribar. Les seves lletres estan plenes de metàfores i descriuen realitats descarnades i en brut.

## Membres
- Jad Fair (guitarra elèctrica, veus)
- David Fair (guitarra elèctrica, veus)
- Gilles Reider (bateria)

## Discografia
- Half Alive (1977)
- Calling All Girls 7" (1977)
- Mono/No No 7" (1978)
- Half Gentlemen/Not Beasts (1980)
- Loud (1981)
- Spy/I know how it Feels...Bad/My Knowledge Was Wrong 7" (1981)
- Horrible (1982)
- 50 Skidillion Watts Live (1984)
- Our Solar System (1985)
- Sing No Evil (1985)
- Music To Strip By (1987) -- (1993) re-release has bonus tracks
- U.S. Teens Are Spoiled Bums 7" (1988)
- Charmed Life (1988)
- Real Cool Time/What Can I Do/Monopoly EP (1989)
- the Band That Would Be King (1989)
- We Are They Who Ache with Amorous Love (1990)
- T For Texas/Go Go Go Go 7" (1990)
- Everybody Knows, Twang 1 EP (1991)
- 4 Four Kids EP (1991)
- Eye of the Hurricane/Said and Done/U.S. Teens are Spoiled Bums/Daytona Beach EP (1991)
- Fire In the Sky (1993)
- Postcard EP (1991)
- Best Of Half Japanese (1993)
- Boo: Live in Europe 1 (1994)
- Hot (1995)
- Greatest Hits (1995)
- Best Of Half Japanese Vol. 2 (1995)
- Bone Head (1997)
- Heaven Sent (1997)
- Hello (2001)
- Overjoyed 2014)
- Perfect 2016)
- Hear the Lions Roar (2017)
- Why Not? (2018)
- Invincible (2019)